# シャンティイ調教場
シャンティイ調教場（シャンティイちょうきょうじょう）は、フランスギャロが管理、運営を行う競走馬の調教施設（トレーニングセンター）である。シャンティー調教場と表記される場合もある。

## 概要
シャンティイ競馬場の近くに存在し、イギリスのニューマーケットと並ぶ総面積約400ヘクタールの世界最大の調教場で、エーグル調教場、ラモルレー調教場、コワイラフォレ調教場など4つの調教場、厩舎、フランスギャロの事務所などが置かれている。
毎週火曜日にはシャンティイ競馬場のコースが調教用に開放されており、使用する馬も多い。
4つの調教場の中で最大規模のエーグル調教場には、70ヘクタールの芝調教場、総延長33キロメートルの砂調教走路、全長4キロメートルの障害調教コース、全長2キロメートルのファイバーサンド走路といった施設が総面積220ヘクタール内に設置されている。

## 主な厩舎
- ロナル・カゲ厩舎
- ジャコット・カニントン厩舎
- リチャード・ギブソン厩舎
- トニー・クラウト厩舎
- ミケル・デルザングル厩舎
- フランソワ・ドゥーメン厩舎
- アラン・ド・ロワイエ＝デュプレ厩舎
- エリック・ドンギー厩舎
- ジョン・ハモンド厩舎
- アンドレ・ファーブル厩舎
- セドリック・ブータン厩舎
- ジャン＝マリー・ベギニェ厩舎
- フレディ・ヘッド厩舎
- カルロス・ラフォン＝パリアス厩舎（エーグル）
- ジャン・レボルド厩舎